# Baikal-S
Baikal-S — серверный процессор семейства Baikal, разработан бесфабричной компанией Байкал электроникс в России. Содержит 48 вычислительных ядер с 64-битной процессорной архитектуры Armv8-A Cortex-A75. Процессор Baikal-S предназначен для серверов, СХД и суперкомпьютерных систем для B2G и B2B сегментов рынка. Производительность в HPL составляет 385 Гфлопс. Цена  процессора находится на уровне 3 тыс $. Это первый российский серверный процессор в исполнении с сокетом. 
Кристалл процессора площадью 607 мм2 содержит около 12 млрд. транзиторов (фото кристалла )

## Технические характеристики
| Тактовая частота                  | до 2,5 ГГц |
| Число ядер                        | 48 |
| Кэш-память 1-го уровня            | 128 КБ (64 КБ кэш инструкций и 64 КБ кэш данных) |
| Кэш-память 2-го уровня            | 24 МБ (512 КБ на ядро) |
| Кэш-память 3-го уровня            | 24 МБ (2 МБ на кластер) |
| Кэш-память 4-го уровня            | 32 МБ |
| Память                            | 6 × DDR4 3200 МГц с поддержкой ECC до 768 ГБ на сокет (128 ГБ на канал) |
| Энергопотребление                 | 120 Вт |
| Техпроцесс                        | 16 нм |
| Процессорное ядро                 | ARM Cortex-A75 |
| Интерфейсы                        | 80 линий PCIe Gen 4.0 (48 линий общие для CCIX-интерфейса); 2 × 1Гбит Ethernet RGMII; 1 × USB 2.0 ULPI; 32 х GPIO; 2 х UART; 1 х QSPI; 3 х I2C/SMBus контроллера; GPIOx16 или eSPI (опционально); GPIOx8 или QSPI (опционально); GPIOx8 или I2C/SMBus + I2C/SMBus + UART(опционально) |
| Размер кристалла                  | 607 мм2 |
| Разъём                            | FCLGA-3467 |
| Размеры корпуса                   | 58x75,5 мм |
| Год начала массового производства | 2022 |

## Устройства на базе процессора Baikal-S
Российские компании 3Logic, Aquarius, ICL, iRU, Норси-Транс на ежегодной итоговой конференции компании «Байкал Электроникс» 15 декабря 2021 года представили, одно- и двухсокетные серверы и СХД.
В 2023 году были представлены новые устройства с процессорами Baikal-S — эталонная двухпроцессорная серверная плата Mt.Zhima.MB2S и ПАК для «холодного» хранения данных СХД «Элпи Архив». Завод компании ICL расширил производственные мощности для выпуска плат серверного уровня, в том числе для плат собственного дизайна для Baikal-S1000, используемых в этом ПАК.
В 2025 году запущенны в серийное производство машины баз данных (МБД) Tantor XData 2B c PostgreSQL на процессоров Baikal-S от «Байкал Электроникс».